# رابطة اللبلاب
رابطة اللبلاب (بالإنجليزية: Ivy League) هي رابطة رياضية تجمع ثماني جامعات تعتبر من أشهر وأقدم وأعرق جامعات الولايات المتحدة الأمريكية وفي العالم. فكلها تقع في الشمال الشرقي للولايات المتحدة. ويقع أحياناً الخلط بين الجامعات المتميزة في الهندسة، والتي يتصدرها معهد ماساتشوسيتس للتقنية وجامعة ستانفورد وغيرها وبين رابطة اللبلاب.
عدد من جامعات رابطة اللبلاب ذات خلفية مسيحية خاصةً البروتستانتية، منها جامعة هارفارد التي تأسست على يد القس البروتستانتي جون هارفارد وجامعة ييل التي تأسست على يد مجموعة من رجال دين بروتستانت أبرشانيون وجامعة برنستون التي أرتبطت بالكنيسة المشيخية الأمريكية. وجامعة بنسلفانيا التي أسسها رجال دين من الكنيسة الأسقفية والميثودية وجامعة كولومبيا التي أرتبطت بالكنيسة الأسقفية وجامعة براون التي أسستها الكنيسة المعمدانية أما كلية دارتموث فقد أسسها القس الأبرشاني إلياعازر ويلوك كجامعة تبشيرية.

## أعضاء رابطة اللبلاب
| # | اسم الجامعة     | عام التأسيس | الموقع (الولاية / المدينة) |
| - | --------------- | ----------- | -------------------------- |
| 1 | جامعة هارفارد   | 1636        | ماساتشوستس / كامبريدج      |
| 2 | جامعة ييل       | 1701        | كونيتيكت / نيوهيفن         |
| 3 | جامعة برينستون  | 1746        | نيوجيرسي / برينستون        |
| 4 | جامعة بنسلفانيا | 1749        | بنسيلفانيا / فيلادلفيا     |
| 5 | جامعة كولومبيا  | 1754        | نيويورك / نيويورك          |
| 6 | جامعة براون     | 1764        | رود آيلاند / بروفيدنس      |
| 7 | كلية دارتموث    | 1769        | نيوهامبشير / هانوفر        |
| 8 | جامعة كورنيل    | 1865        | نيويورك / إثاكا            |

بلاياب
تقبل هذه الجامعات الطلبة من كافة أنحاء العالم بناء على مؤهلاتهم الدراسية والشخصية والرياضية. وكما أن هناك رابطة اللبلاب للجامعات فإن هناك أيضا رابطة تأهيل اللبلاب Ivy Prep League لمدارس النخبة لكلا المرحلتين الابتدائية والثانوية، التي تفخر بمستوى التعليم الذي تمنحه لطلابها مما يؤهلهم دخول جامعات رابطة اللبلاب بنسب عالية.

## رابطة اللبلاب الجديدة
بالإضافة إلى الجامعات المذكورة أعلاه، برزت في بداية القرن الحادي والعشرين 25 جامعة أمريكية حديثة متميزة واستحقت مكانها فيما عرف بعده برابطة اللبلاب الجديدة New Ivy League، هذه الجامعات تبرز في مجالات العلوم والفنون والهندسة، بالإضافة إلى تميزها في مجال الرياضة، وأصبح الطلبة الخريجون في هذه الجامعات ينافسون طلبة رابطة اللبلاب بشدة في مجالات البحث العلمي وسوق العمل، وتصنيفها حسب موقع US College News هو كالتالي:
|    | اسم الجامعة                                                                 | عام التأسيس | الموقع: (الولاية/المدينة)                                                      |
| -- | --------------------------------------------------------------------------- | ----------- | ------------------------------------------------------------------------------ |
| 1  | كلية بوسطن                                                                  | 1836        | ماساتشوسيتس/بوسطن                                                              |
| 2  | كلية باودوين Bowdoin College                                                | 1794        | مين /برونسويك                                                                  |
| 3  | جامعة كارنيغي ميلون                                                         | 1900        | بنسيلفانيا/ بيتسبرغ                                                            |
| 4  | كليات كليرمونت: هارفي مد وبومونا Claremont Colleges: Harvey Mudd and Pomona | 1887        | كاليفورنيا/ كليرمونت                                                           |
| 5  | كلية كولبي Colby College                                                    | 1813        | مين Maine / ووترفيل Waterville                                                 |
| 6  | جامعة كولجيت                                                                | 1819        | نيويورك/ هاملتون, نيويورك Hamilton                                             |
| 7  | كلية ديفيدسون Davidson College                                              | 1837        | نورث كارولينا North Carolina / ديفيدسون, نورث كارولينا Davidson                |
| 8  | جامعة إموري Emory University                                                | 1836        | جيورجيا Georgia / درويد هيلز, جيورجيا Druid Hills                              |
| 9  | كلية كنيون Kenyon College                                                   | 1824        | أوهايو Ohio / جامبيير، أوهايو Gambier                                          |
| 10 | كلية ماكالستر Macalester College                                            | 1874        | مينيسوتا Minnesota / القديس بول, مينيسوتا St. Paul                             |
| 11 | جامعة ميشيغان University of Michigan                                        | 1817        | ميشيغان Michigan / آن آربور, ميشيغان Ann Arbor                                 |
| 12 | جامعة نيويورك New York University                                           | 1831        | نيويورك New York / مدينة نيويورك, نيويورك New York City                        |
| 13 | جامعة نورث كارولينا University of North Carolina                            | 1789        | نورث كارولينا North Carolina / شابل هل (تل الكنيسة), نورث كارولينا Chapel Hill |
| 14 | جامعة نوتر دام University of Notre Dame                                     | 1842        | إنديانا Indiana / ساوث بيند (المنحنى الجنوبي), إنديانا South Bend              |
| 15 | كلية أولين للهندسة Olin College of Engineering                              | 1997        | ماساشوستس Massachusetts / نيدهام, ماساشوستس Needham                            |
| 16 | كلية ريد Reed College                                                       | 1908        | أوريغون Oregon / بورتلاند, أوريغون Portland                                    |
| 17 | معهد رينسيلاير متعدد الحرف Rensselaer Polytechnic Institute                 | 1824        | نيويورك New York / تروي, نيويورك Troy                                          |
| 18 | جامعة رايس Rice University                                                  | 1912        | تكساس Texas / هيوستن, تكساس Houston                                            |
| 19 | جامعة روشستر University of Rochester                                        | 1850        | نيويورك New York / روشستر, نيويورك Rochester                                   |
| 20 | كلية سكيدمور Skidmore College                                               | 1922        | نيويورك New York / ساراتوغا سبرينغز, نيويورك Saratoga Springs                  |
| 21 | جامعة تفتز Tufts University                                                 | 1852        | ماساشوستز Massachusetts / ميدفورد, ماساشوستز Medford                           |
| 22 | جامعة كاليفورنيا: لوس أنجيليس University of California, Los Angeles         | 1882        | كاليفورنيا/ لوس أنجلوس                                                         |
| 23 | جامعة فاندربلت                                                              | 1873        | تينيسي/ناشفيل                                                                  |
| 24 | جامعة فيرجينيا University of Virginia                                       | 1819        | فيرجينيا/ شارلوتزفيل, فيرجينيا Charlottesville                                 |
| 25 | جامعة واشنطن في سانت لويس Washington University in St. Louis                | 1853        | ميزوري/ سانت لويس                                                              |

## رابطة تأهيل اللبلاب
رابطة تأهيل اللبلاب (بالإنجليزية: Ivy Prep League وتنطق: آيفي پريپ ليگ) وهي رابطة رياضية لمدارس النخبة (ابتدائي حتى ثانوي) والتي تفخر بمستوى التعليم الذي تمنحه لطلابها مما يؤهل الكثير منهم للقبول بجامعات رابطة اللبلاب. وهي مدارس خاصة ذات مصاريف باهظة وانتقائية عالية مما يجعل معظم طلابها من البيض ذوي الأصول الأنجلوساكسونية[بحاجة لمصدر]. إلا أنها تعطي منحا دراسية للمتفوقين المعوزين من الأقليات لتوفير شيء من التعددية العرقية. وتخرج منها الكثير من رؤساء وقادة أمريكا والعالم في السياسة والاقتصاد والفن.

### أعضاء الرابطة
مدينة نيويورك
- هوراس مان
- دالتون
- فيلدستون
- كولجييت
- هاكلي
- ترينيتي
- ريفرديل
- پولي پريپ
- بريرلي للبنات

نيو جيرزي
- بلير أكاديمي
- دوايت إنجلوود

مدينة بوسطن وضواحيها
- أكاديمية فليبس
- جروتون

ماليزيا
- مدرسة بينانج الحرة